# Floyd Patterson vs Sonny Liston I
Floyd Patterson vs Sonny Liston I è stato uno storico incontro di pugilato, disputatosi il 25 settembre 1962 a Chicago.
Vide la sconfitta dell'allora campione dei pesi massimi Floyd Patterson, contro lo sfidante Sonny Liston.

## Contesto
Liston tra il 1958 e il 1961 aveva scalato la categoria annientando a colpi di duri KO uno dopo l'altro i principali sfidanti al titolo mondiale. I procuratori di Patterson riuscirono a ottenere vari rinvii, anche a causa del fatto che alcune commissioni pugilistiche, tra cui quelle di Filadelfia e di New York, avevano inibito l'attività a Liston per i suoi rapporti con alcuni boss mafiosi. Tra costoro Frankie Carbo e Blinky Palermo, che al tempo controllavano le scommesse sulla boxe. Perfino i gemelli Kray erano entrati in contatti con Liston.
Nel frattempo, la stampa premeva per l'incontro Patterson-Liston. La questione assunse importanza nazionale, tanto che lo stesso presidente statunitense John Fitzgerald Kennedy chiese pubblicamente a Patterson, durante un party alla Casa Bianca, di mettere fine alla paradossale situazione e porre in palio il suo titolo contro il picchiatore dell'Arkansas: «Perché non affronta Liston?», chiese Kennedy, e aggiunse: «È indubbiamente uno sfidante degno di lei».
Liston si accontentò di una borsa cinque volte inferiore pur di affrontare il campione, in più una clausola che indicava in caso di vittoria di Sonny Liston, un rematch entro un anno. Il campione comunque entrava nel ring leggermente sfavorito. Liston era considerato troppo grosso e potente per Patterson.
Il campione era dotato di uno stile di boxe elegante e semplice, ottimo nel mandare a vuoto l'avversario, utilizzando la famosa tecnica del peek-a-boo, istruita dal suo leggendario allenatore Cus D'amato. Mentre Sonny lo sfidante contava quasi unicamente sulla sua capacità di tramortire avversari con KO potenti e un ottimo jab. Intorno a lui si era creata una sorta di timore, vista la sua stazza e inespressività che lo definivano come uno dei pugili più intimidatori di sempre.

## L'incontro
Previsto sui 15 round, l'incontro cominciò con l'iniziativa di Liston, che comandò l'attacco cercando di mettere a segno il jab, e imporre la sua forza con qualche montante, Patterson però se la cavò discretamente bene, evitandone diversi. Verso metà del primo round lo sfidante mise a segno un montante al viso di Patterson, che fu scosso ma rispose con un diretto destro a segno. Poco dopo Liston lo spinse alle corde, dove il campione fu colpito da un gancio sinistro, alle corde, si abbassò per schivare un gancio destro, perse leggermente l'equilibrio e Liston portò a segno un potente e rapido gancio sinistro al lato della testa, che lo mando subito al tappeto.

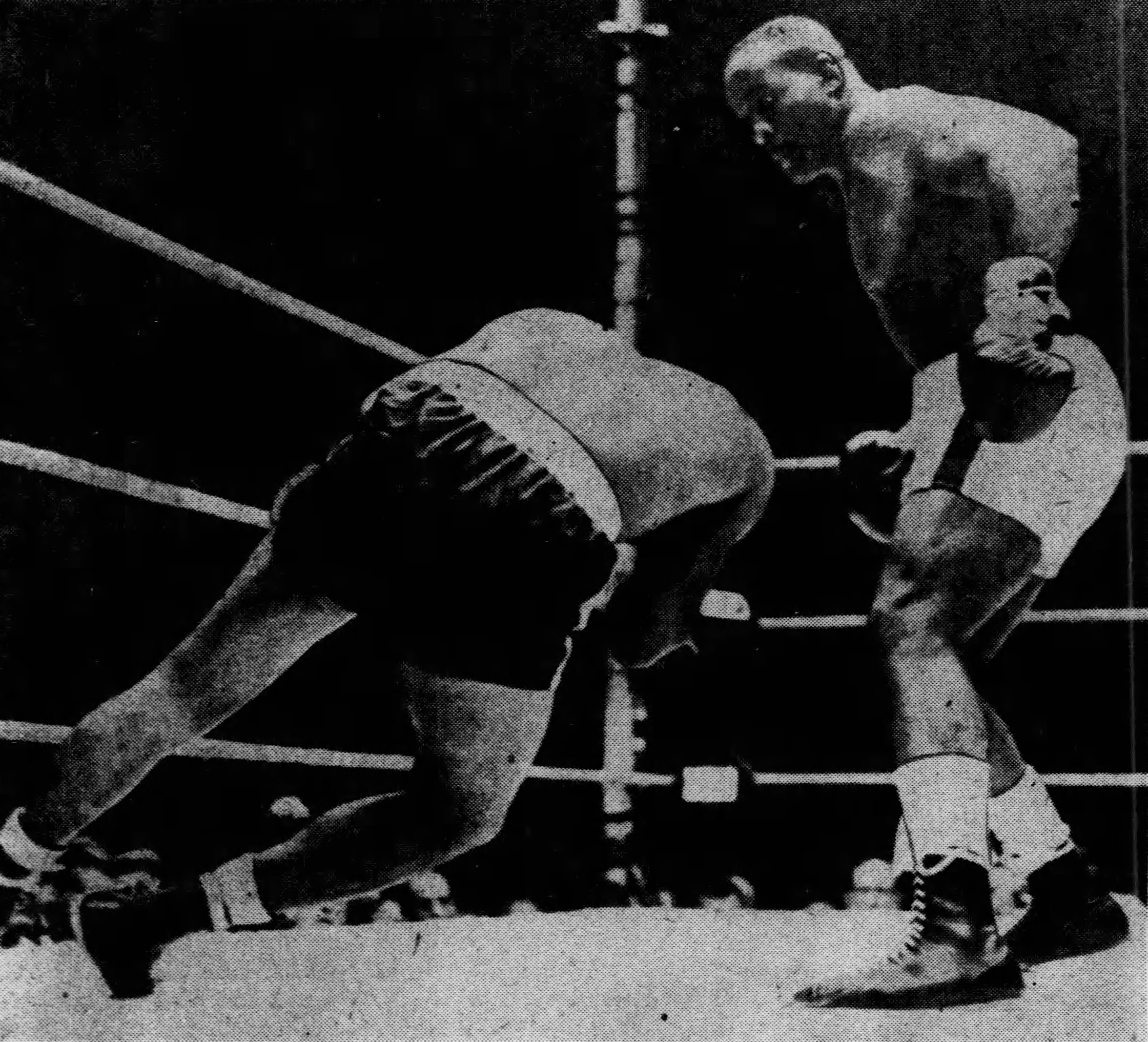
Sonny Liston mette KO Floyd Patterson e gli strappa la cintura mondiale dei pesi massimi, 25 settembre 1962

Patterson provò a rialzarsi ma non ci riuscì, con soli 2 minuti Liston divenne il nuovo Campione del Mondo dei pesi massimi.

### Arbitro e giudici
- Arbitro: Frank Sikora
- Giudice: John Bray
- Giudice: Harold Marovitz

## Conseguenze
Ci fu il rematch l'anno seguente, a Miami, che vide nuovamente la sconfitta di Patterson al primo round, in una dinamica molto simile. Liston poi tentò la difesa contro l'astro nascente Muhammad Ali, al tempo Cassius Clay. Ma il temuto campione venne sconfitto e perse la cintura. Poi combatté vincendo incontri minori, tentò l'assalto al titolo nord americano ma venne sconfitto, poi nel 1970 affrontò Cuck Wepner, battendolo. In seguito, castigato dalla droga e dalla mafia, il 30 dicembre del 1970 morì all'età di soli 40 anni.
Anche Patterson dopo Liston sfidò Cassius Clay, ma venne sconfitto per TKO al 12º round. Non combatté più per il titolo mondiale, dopo qualche vittoria contro avversari come George Chuvalo, Henry Cooper, Oscar Bonavena, subì delle sconfitte contro Jerry Quarry e Jimmy Ellis. 
Infine nel 1972 tentò di battere ancora Alì, questa volta si ritirò al 7º round. Ormai 37 enne si ritirò dal pugilato.